# 罗宾·奥多诺休
罗宾·奥多诺休（英語：Robin O'Donoghue，1945年—），英国音频工程师。他曾2次提名奥斯卡最佳音响效果奖。自1966年起，奥多诺休曾参与超过130部电影的制作。

## 部分影视作品
- 甘地传 (1982)[1]
- 莎翁情史 (1998)[2]